# Airco DH.4
Airco DH.4 là một loại máy bay ném bom hai tầng cánh của Anh trong Chiến tranh thế giới I.

## Biến thể

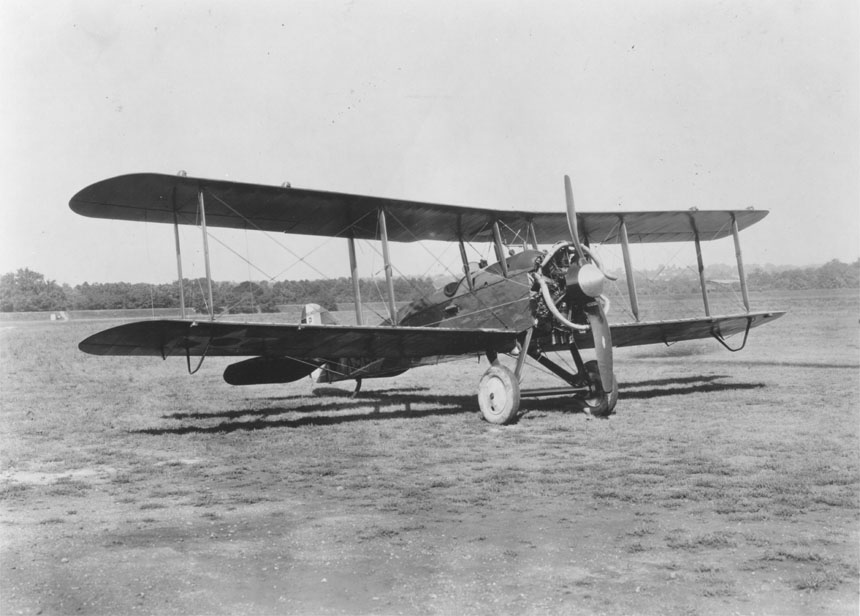
Động cơ Wright (R-1) lắp vào 1 chiếc De Havilland DH-4B.

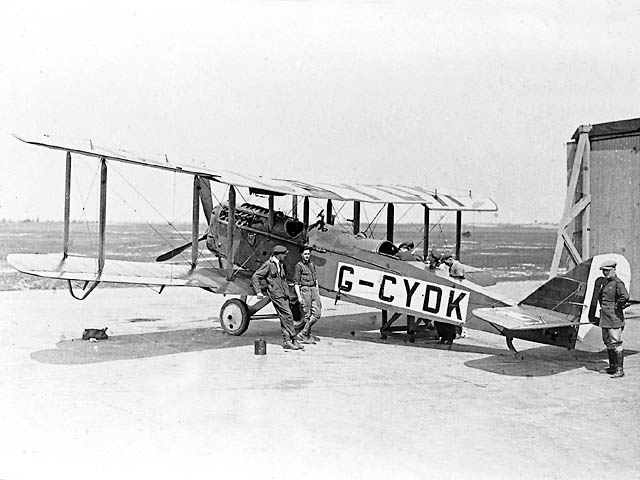

### Biến thể của Anh
- DH.4:
- DH.4A:
- DH.4R:

### Biến thể của Hoa Kỳ
- DH-4:
- DH-4A:
- DH-4B:
  -     - DH-4B-1:
    - DH-4B-2:
    - DH-4B-3:
    - DH-4B-4:
    - DH-4B-5:

  - DH-4BD:
  - DH-4BG:
  - DH-4BK:
  - DH-4BM:
    - DH-4BM-1:
    - DH-4BM-2:

  - DH-4-BP:
    - DH-4-BP-1:

  - DH-4BS:
  - DH-4BT:
  - DH-4BW:
- DH-4C:
- DH-4L:
- DH-4M:
- DH-4Amb:
- DH-4M-1
  - DH-4M-1T
  - DH-4M-1K
  - O2B-2
- DH-4M-2
- L.W.F. J-2

XCO-7(Boeing Model 42)
XCO-8

## Quốc gia sử dụng

### Dân sự
Úc
- QANTAS

 Bỉ
- SNETA

 Anh Quốc
- Aircraft Transport and Travel Limited
- Handley Page Transport
- Imperial Airways
- Instone Air Line

 Hoa Kỳ
- Cục Bưu điện Hoa Kỳ

### Quân sự
Bỉ
- Aviation Militaire Belge

 Canada
- Không quân Canada (1918-1920)
- Không quân Hoàng gia Canada

 Chile
 Cuba
- Không quân Cuba

 Greece
- Không quân Hy Lạp
- Hải quân Hy Lạp

 Iran
- Không quân Đế quốc Iran

 Mexico
- Fuerza Aérea Mexicana

 Nicaragua
- Không quân Nicaragua

 New Zealand
- Không quân Thường trực New Zealand

 South Africa
- Không quân Nam Phi

 Liên Xô
- Không quân Liên Xô

 Vương quốc Tây Ban Nha
- Không quân Tây Ban Nha

 Thổ Nhĩ Kỳ
- Không quân Thổ Nhĩ Kỳ

 Anh Quốc
- Quân đoàn Không quân Hoàng gia
- Không quân Hoàng gia
- Cục Không quân Hải quân Hoàng gia

 United States
- Lực lượng Viễn chinh Hoa Kỳ
- Cục Không quân Lục quân Hoa Kỳ
- Hải quân Hoa Kỳ
- Thủy quân lục chiến Hoa Kỳ

## Tính năng kỹ chiến thuật (DH.4 - Eagle VIII engine)

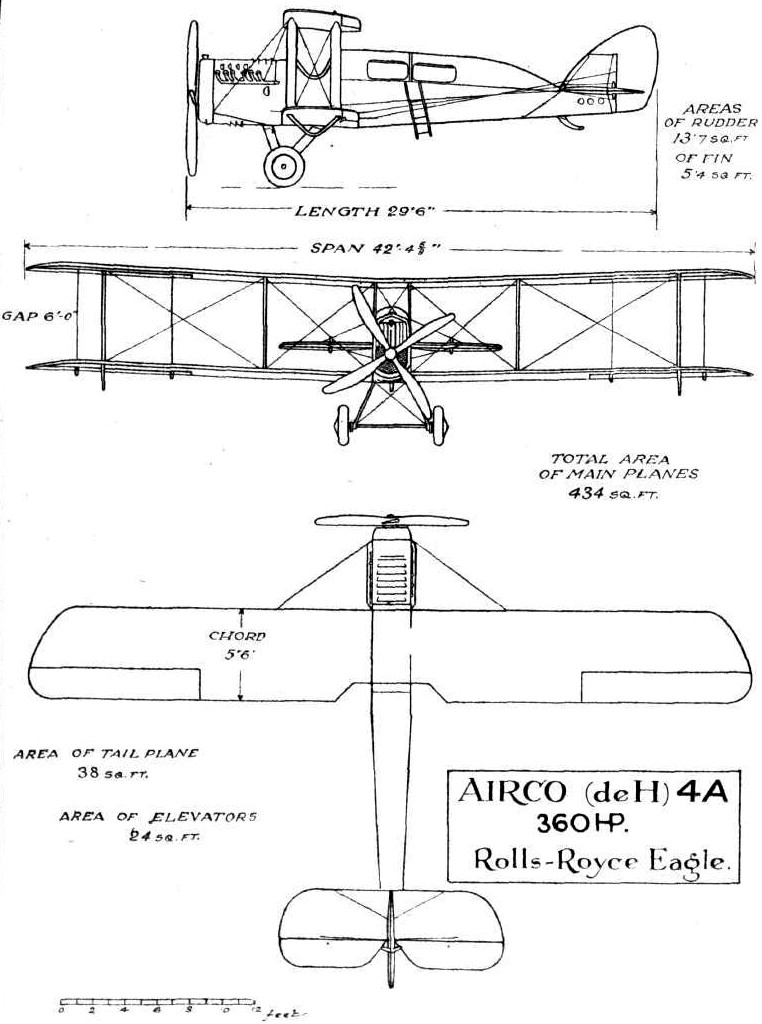
Airco DH.4A

Dữ liệu lấy từ The British Bomber since 1914
Đặc điểm tổng quát
- Kíp lái: 2
- Chiều dài: 30 ft 8 in (9,35 m)
- Sải cánh: 43 feet 4 in (13,21 m)
- Chiều cao: 11 ft (3,35 m)
- Diện tích cánh: 434 ft² (40 m²)
- Trọng lượng rỗng: 2.387 lb (1.085 kg)
- Trọng lượng có tải: 3.472 lb (1.578 kg)
- Động cơ: 1 × Rolls-Royce Eagle VII, 375 hp (289 kW)

 Hiệu suất bay 
- Vận tốc cực đại: 143 mph (230 km/h) trên mực nước biển
- Tầm bay: 470 mi (770 km)
- Thời gian bay: 3¾ h
- Trần bay: 22.000 ft (6.700 m)
- Vận tốc lên cao: 1.000 ft/phút (305 m/phút)
- Tải trên cánh: 8 lb/ft² (39,5 kg/m²)
- Công suất/trọng lượng: 0,108 hp/lb (0,266 kW/kg)
- Leo lên độ cao 10.000 ft: 9 phút

Trang bị vũ khí

- Súng: Súng máy Vickers, Súng máy Lewis.303 in (7,7 mm)
- Bom: 460 lb (210 kg) bom